# Mong Fu Shek
Mong Fu Shek (kinesiska: 望夫石) är en klippa i Hongkong (Kina).  
Mong Fu Shek ligger på en bergssida i distriktet Sha Tin. Centrala Hongkong ligger 8,5 km söder om Mong Fu Shek. 